# Isola di Lipari
Isola di Lipari este o arie protejată (arie specială de conservare — SAC, sit de importanță comunitară — SCI) din Italia întinsă pe o suprafață de 2.476 ha, integral pe uscat.

## Localizare
Centrul sitului Isola di Lipari este situat la coordonatele 38°27′13″N 14°56′11″E / 38.453566°N 14.936467°E.

## Înființare
Situl Isola di Lipari a fost declarat sit de importanță comunitară în septembrie 1995 pentru a proteja 1 specie de plante și 40 de specii de animale. Situl a fost protejat și ca arie specială de conservare în decembrie 2015.

## Biodiversitate
Situată în ecoregiunea mediteraneană, aria protejată conține 15 habitate naturale: Păduri de stejar alb estice, Peșteri marine scufundate complet sau parțial, Pante stâncoase calcaroase cu vegetație casmofită, Pseudostepă cu ierburi și specii anuale de Thero-Brachypodietea, Tufărișuri termo-mediteraneene și de pre-deșert, Pășuni mediteraneene udate de apa mării (Juncetalia maritimi), Păduri de Quercus ilex și Quercus rotundifolia, Câmpuri de lavă și excavații naturale, Faleze cu vegetație de Limonium spp. endemic de pe coastele mediteraneene, Recifuri, Păduri de Castanea sativa, Vegetație anuală la limita mareei, Tufărișuri halofile mediteraneene și termo-atlantice (Sarcocornetea fruticosi), Formațiuni scunde de Euphorbia în apropierea falezelor, Păduri de pin mediteraneene cu pini mezogeni endemici.
La baza desemnării sitului se află mai multe specii protejate:
- plante (1): Dianthus rupicola
- păsări (39): ciocârlie-de-câmp (Alauda arvensis), pescăruș albastru (Alcedo atthis), rață mare (Anas platyrhynchos), fâsă-de-câmp (Anthus campestris), stârc roșu (Ardea purpurea), stârc galben (Ardeola ralloides), ciocârlie-cu-degete-scurte (Calandrella brachydactyla), bătăuș (Calidris pugnax), Calonectris diomedea, caprimulg (Caprimulgus europaeus), erete de stuf (Circus aeruginosus), erete vânăt (Circus cyaneus), erete alb (Circus macrourus), erete cenușiu (Circus pygargus), porumbel (Columba livia), porumbel gulerat (Columba palumbus), dumbrăveancă (Coracias garrulus), prepeliță (Coturnix coturnix), egretă mică (Egretta garzetta), Eudromias morinellus, Falco naumanni, șoim călător (Falco peregrinus), muscar-gulerat (Ficedula albicollis), cocor (Grus grus), stârc pitic (Ixobrychus minutus), Larus michahellis, ciocârlie de pădure (Lullula arborea), gaia neagră (Milvus migrans), viespar (Pernis apivorus), sitar de pădure (Scolopax rusticola), guguștiuc (Streptopelia decaocto), turturică (Streptopelia turtur), graur (Sturnus vulgaris), silvie de tufiș (Sylvia undata), fluierar de mlaștină (Tringa glareola), mierlă (Turdus merula), sturz-cântător (Turdus philomelos), sturzul de vâsc (Turdus viscivorus), nagâț (Vanellus vanellus)
- reptile (1): țestoasă bănățeană (Testudo hermanni)

Pe lângă speciile protejate, pe teritoriul sitului au mai fost identificate 67 de specii de plante, 35 de specii de păsări, 3 specii de mamifere, 102 specii de nevertebrate, 4 specii de reptile.